# Movimento Democrático Brasileiro (1966)

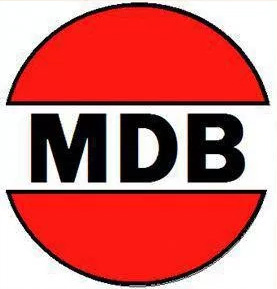
Logo der Partei

Die Movimento Democrático Brasileiro (deutsch Brasilianische Demokratische Bewegung), kurz MDB, war eine politische Partei in Brasilien. Sie hatte keine klare programmatische Ausrichtung, sondern diente als Sammelbecken für alle Kräfte, die sich als Opposition zur brasilianischen Militärdiktatur verstanden.

## Geschichte
Nach der Machtübernahme durch das brasilianische Militär im Jahr 1964 wurden zwar alle bestehenden Parteien verboten, doch anders als in den meisten anderen lateinamerikanischen Diktaturen kein Einparteiensystem installiert. Stattdessen etablierten die neuen Machthaber ein Zweiparteiensystem mit der Aliança Renovadora Nacional (ARENA) als Regierungs- und der MDB als Oppositionspartei. Allerdings war das Kräfteverhältnis zwischen diesen Parteien asymmetrisch und die MDB hatte keine Chance, ARENA als Regierungspartei abzulösen.
Obwohl die MDB auch Liberale und Konservative umfasste, war sie doch am stärksten von Sozialdemokraten geprägt. Als das Militär 1979 das Zweiparteiensystem auflöste, wanderten viele Linke zur neugegründeten Partido dos Trabalhadores ab. Die Reste der MDB gingen in der Nachfolgeorganisation Partido do Movimento Democrático Brasileiro auf, der auf dem Nationalkonvent 2017 beschloss, den früheren Namen wieder anzunehmen.
Die Parteifarben waren Rot, Schwarz, Weiß.